# صبحا الشعيب (القويعية)
صبحا الشعيب، هي قرية من فئة (ب) تقع في محافظة القويعية، والتابعة لمنطقة الرياض في السعودية. وتبعد صبحا الشعيب عن محافظة القويعية بمسافة تقارب () كم.